# یواس‌اس پاترول شماره ۲ (اس‌پی-۴۰۹)
یواس‌اس پاترول شماره ۲ (اس‌پی-۴۰۹) (به انگلیسی: USS Patrol No. 2 (SP-409)) یک کشتی بود که طول آن ۴۰ فوت ۰ اینچ (۱۲٫۱۹ متر) بود. این کشتی در سال ۱۹۱۵ ساخته شد.